# プロポフォール
プロポフォール は、静脈麻酔薬の一種である。主として全身麻酔の導入および麻酔維持、そして集中治療室における鎮静に使用される。製剤の有効成分の化学物質名は、2,6-ジイソプロピルフェノールである。
最も作用時間が短く調節性に優れる静脈麻酔薬の一つであり、プロポフォールの登場後、全静脈麻酔や標的制御注入(TCI)など、麻酔科学上の多くの革新がもたらされた。静脈投与によって意識消失を誘発し、その後、薬剤の組み合わせにより麻酔が維持される。大豆油とレシチンを使用した無菌の乳剤として製造されており、白いミルクのような色をしている。
プロポフォールは投与時の低血圧が起こりやすいが、入眠と覚醒がいずれも速やかであり、悪性高熱症のリスクが低く、吸入麻酔薬で生じ得る環境汚染のリスクが無く、吐き気や嘔吐などの麻酔薬による副作用も少ない。
1973年にイギリスの獣医麻酔科医であるジョン・B・グレンによって、インペリアル・ケミカル・インダストリーズ（ICI、後のアストラゼネカ）で初めて合成され、1986年にプロポフォールはイギリスとニュージーランドで脂質乳剤として医療用途に導入された。この製剤はディプリバンというブランド名で承認されたが、その後、多くのジェネリック製剤が発売されている。また、世界保健機関の必須医薬品リストに掲載されている。

## 適応

### 麻酔
プロポフォールは、全身麻酔の導入に使用される薬剤としては、ほぼ完全にそれまでの主流薬剤であったチオペンタールに取って代わった。
プロポフォールは、完全静脈麻酔と呼ばれる全身麻酔方法の一環として、手動で注入速度をプログラムされたシリンジポンプや、標的制御注入（TCI）と呼ばれるコンピューター制御の注入ポンプを用いて投与されることが多い。手術以外に、プロポフォールは、集中治療室の重症患者にも、人工呼吸を行う際の鎮静のために使用されることがある。 重症患者において、プロポフォールはロラゼパムよりも効果的で、コスト面でも優れている。 ICUの滞在期間が短いため、同様の薬剤と比較してプロポフォールは比較的安価である。 プロポフォールがより効果的であると考えられている理由の一つは、（プロポフォールの半減期はロラゼパムより長いが）ミダゾラムやロラゼパムなどのベンゾジアゼピン系薬剤は、重症患者では蓄積し、鎮静を長引かせる傾向があるとされるためである。
プロポフォールは、集中治療室の重症患者に対する睡眠補助薬としても提案されているが、ICU内での睡眠の精神的・身体的側面を再現する効果については不明確である。
プロポフォールは末梢静脈または中心静脈ラインを通じて投与できる。プロポフォールは、挿管され鎮静されている患者に対して、しばしば痛みを和らげるためにフェンタニルと組み合わせて使用される。 両薬剤は、静脈内投与時や保存時に互いに混合し、さらに神経筋遮断薬であるベクロニウムと混合されても安定性に問題は無い。
胎盤移行性があり、 妊婦又は妊娠している可能性のある女性には，治療上の有益性が危険性を上回ると判断される場合にのみ投与する 。また、母乳移行性があるため、授乳婦へ投与する場合は授乳を中止する必要がある。

### 処置時の鎮静・鎮痛
プロポフォールは、消化管内視鏡検査（大腸内視鏡検査など）において安全で効果的である。このような状況で使用することで、ミダゾラムと比較して回復が早い。しかし、日本では添付文書上は内視鏡検査やMRI、CTへの鎮静用途の適応はない。プロポフォールはオピオイドやベンゾジアゼピンと組み合わせて使用されることもある。効果発現と覚醒が迅速なため、プロポフォールはMRIを受ける乳児や子供の鎮静にも広く使用されている。また、ケタミンと組み合わせることでも、最小限の副作用で使用されることが多い。

### てんかん重積状態
てんかん重積状態は、5分以上持続するてんかん発作で、抗けいれん薬による治療が必要とされる。いくつかのガイドラインでは、難治性てんかん重積状態の治療にプロポフォールの使用を推奨している。

## 化学的性質
無色から微黄色透明の液体で、脂溶性であり、エタノール、ジエチルエーテル、ヘキサンなど有機溶媒にはよく溶けるが、水にはほとんど溶けない。

## 製造

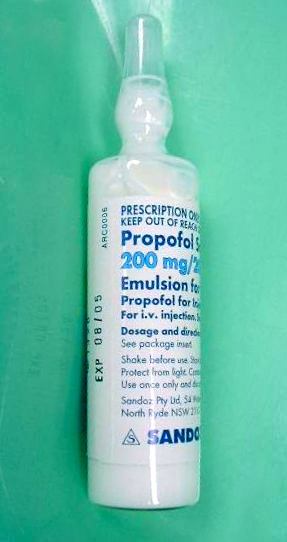
オーストラリアでサンド社によって販売されている1%プロポフォール乳剤の20mLアンプル

市販されている無菌のエマルション製剤としてのプロポフォールは、製造が困難であると考えられてきた。
当初、プロポフォールはクレモフォールを使用して製剤化されたが、この初期の製剤は許容できないほどの数のアナフィラキシー反応が問題視された。その後、大豆油を基材とした1%の乳剤として製造されるようになった。 無菌乳剤は複雑な製剤であり、ミセルのサイズや分布など、さまざまな要因がその安定性に影響を与える 。

## 副作用
プロポフォールの最も一般的な副作用の1つは、特に細い静脈に投与した際の注射時の痛みである。この痛みは、感覚神経にある痛み受容体TRPA1の活性化によるものであり、リドカインを前処置として使用することで軽減できる。 より太い静脈（肘窩など）にゆっくりとプロポフォールを注入することで、痛みが軽減されることもある。患者によってプロポフォールに対する反応にはかなりの個人差があり、少量でも深い鎮静を示すことがある。
その他の副作用には、低血圧（血管拡張に関連）、投与後の一時的な無呼吸、および脳血管への影響が含まれる。プロポフォールは他の多くの静脈麻酔薬に比べて血行動態への影響が顕著である。 血圧が30%以上低下することが報告されており、これは少なくとも部分的には交感神経活動の抑制によるものと考えられている。 この効果は、プロポフォールの投与量および投与速度に関連している。また、オピオイド鎮痛薬によって増強される可能性がある。
プロポフォールはまた、全身血管抵抗の低下、心筋血流および酸素消費量の低下を引き起こすことがあり、これは直接的な血管拡張によるものと考えられる。プロポフォールの投与によって尿が緑色に変色するという報告もある。
プロポフォールは成人のICUにおいて広く使用されているが、子供に対しては副作用が懸念される場合が多い。1990年代には、プロポフォールによる鎮静に関連したICUでの子供の死亡例が複数報告され、FDAが警告を発した。
プロポフォールは呼吸抑制作用があるため、頻繁に無呼吸を引き起こす。その持続時間は前投薬、投与量、投与速度などの要因に左右されることがあり、時には60秒以上持続することもある。中枢性呼吸ドライブの抑制の結果として、プロポフォールは呼吸数、分時換気量、1回換気量、平均吸気流量、機能的残気量を大幅に減少させる可能性がある。
プロポフォールの投与はまた、脳血流、脳代謝酸素消費量、頭蓋内圧を低下させる。さらに、プロポフォールは正常な眼圧を有する患者において、眼圧を最大で50%まで低下させることがある。
より深刻でまれな副作用として、ジストニアがある。軽度のミオクローヌス運動もよく起こり、他の静脈内催眠薬と同様である。プロポフォールはポルフィリン症に安全とされている（プロポフォール開発以前に麻酔導入薬の主流薬剤であったチオペンタールはポルフィリン症に対して禁忌）。全身麻酔の致死的合併症である、悪性高熱に対してもリスクは低い。
プロポフォールは患者によっては、持続勃起症を引き起こすことが報告されており、一部の患者では、REM睡眠を抑制し、睡眠の質を悪化させることが観察されている。
まれな副作用には次のものが含まれる。
- 不安
- 視覚の変化
- 混濁尿
- 血痰
- せん妄や幻覚
- 排尿困難
- 嚥下困難
- 乾燥した目、口、鼻、または喉

他の全身麻酔薬と同様に、プロポフォールは適切な訓練を受けたスタッフとモニタリング施設が整っている場所でのみ投与されるべきであり、気道管理、酸素補給、人工呼吸、および心肺蘇生のための設備が必要である。
プロポフォールの製剤にはレシチンと大豆油が使用されているため、ベンジルアルコールが防腐剤として含まれていても細菌汚染を受けやすい。このため、一部の病院施設では、持続的なプロポフォール注入の際に、12時間ごとに点滴セットを交換することを義務付けており、これは微生物の増殖や感染の予防措置である。

### プロポフォール注入症候群
プロポフォール注入症候群は、まれではあるが深刻な副作用である。この代謝異常は、致命的となる可能性がある。重症患者において高用量のプロポフォールを長期間にわたり注入した後に報告されており、時にはカテコールアミンやコルチコステロイドと併用された場合に発生することがある。

## 相互作用
プロポフォールの呼吸抑制効果は、他の呼吸抑制薬、特にベンゾジアゼピンと併用した場合に増強される。

## 薬理

### 薬力学
プロポフォールの作用機序にはいくつかの説が提唱されており、その一つは、GABAA受容体の活性を増強し、GABAA受容体の陽性アロステリック調節因子として作用し、チャネルの閉鎖時間を遅らせるというものである。高用量では、プロポフォールはGABAの存在がなくてもGABAA受容体を活性化し、GABAA受容体作動薬としても機能する可能性がある。また、プロポフォールの類似化合物はナトリウムチャネル遮断薬としても作用することが示されている。また、内因性カンナビノイド系（睡眠、痛覚処理、嘔吐の生理学的制御に重要な役割を果たしている）がプロポフォールの麻酔作用とその独自の特性に大きく関与している可能性が示唆されている。プロポフォールによる全身麻酔中の脳波（EEG）研究では、脳の情報統合能力が顕著に低下することが確認されている。
プロポフォールは、内因性カンナビノイドであるアナンダミド (AEA) を代謝する酵素脂肪酸アミド加水分解酵素の阻害薬でもある。プロポフォールによる内因性カンナビノイド系の活性化は、AEAの異化を阻害することにより、全脳AEA含有量を大幅に増加させ、1型カンナビノイド受容体（CB1）を活性化して鎮静作用に寄与すると考えられている。

### 薬物動態
プロポフォールは体内で強くタンパク結合し、肝臓でグルクロン酸抱合により代謝される。 プロポフォールの消失半減期は2～24時間と推定されているが、臨床効果の持続時間はそれよりはるかに短い。中枢神経系から速やかに他の組織に再分布して代謝されるからである。静脈内鎮静に使用される場合、プロポフォールの単回投与による効果は数分以内に消失することが多い。発現は非常に速く、15～30秒ほどで効果が現れる。 プロポフォールの用途は幅広く、短時間または長時間の鎮静、さらには全身麻酔にも使用できる。プロポフォールの使用は、オピオイド薬に関連することが多い吐き気を伴わないのが特徴である。この迅速な発現と回復の特徴、および健忘効果 により、鎮静や麻酔に広く使用されている。

## 歴史
プロポフォールは当初の名称はICI 35868として開発され、構造活性相関研究によって、オルト位アルキル化フェノール類の麻酔作用と薬物動態が広範に評価された後に選ばれた。
1973年に候補薬として初めて特定され、1977年にはクレモフォールに溶解された形で臨床試験に投入された。しかし、クレモフォールに対するアナフィラキシー反応のため、この製剤は市場から撤退し、後に水、大豆油とプロポフォールの混合物エマルションとして再製剤化された。乳剤化された製剤は、1986年にICIによってディプリバンのブランド名でイギリスで再発売された。1989年10月には、アメリカでFDAの承認を受けた。この製剤には、1%プロポフォール、10%大豆油、および乳化剤として1.2%の精製卵黄レシチンが含まれており、浸透圧調整剤として2.25%のグリセリン、pH調整のために水酸化ナトリウムが含まれている。ディプリバンには、一般的なキレート剤であるEDTAが含まれており、いくつかの細菌に対して静菌性を示すだけでなく、他の抗微生物薬と相乗効果を発揮する。新しいジェネリック製剤には、抗酸化剤としてピロ亜硫酸ナトリウムと、抗菌剤としてベンジルアルコールが含まれている。プロポフォール乳剤は、乳剤化されたミセル製剤によるチンダル現象により白く不透明な液体となっている。
全静脈麻酔はプロポフォールが発売された1980年代から一般的となり、その後に発売された超短時間作用性オピオイドのレミフェンタニルとの組み合わせによる全静脈麻酔は「理想的」とも呼ばれるようになった。プロポフォールは麻酔科学、および集中治療医学に革命をもたらしたと評価されている。
プロポフォールの開発を主導したのは、インペリアル・ケミカル・インダストリーズ（ICI、後にアストラゼネカの一部門となる）に勤務していた獣医師で研究者である、ジョン・B・グレンである。彼は、プロポフォールの開発に13年を費やした。この功績により、彼は2018年にアルバート・ラスカー医学研究賞を受賞した。
日本では、1988年に臨床試験が開始され、1995年に「全身麻酔の導入および維持」の効能・効果で承認された。また、1999年には「集中治療における人工呼吸中の鎮静」の効能・効果が追加承認された。2001年にはコンピュータ制御の専用シリンジポンプと組み合わせて、標的制御注入（TCI）が可能となったプレフィルドシリンジ製剤が承認された。これは日本では初めての商用TCIであり、現在（2022年時点）もTCIで投与可能な唯一の商用薬剤はプロポフォールである。販売から30年以上経過している2023年時点でも全身麻酔薬の主要薬剤であり、さらに市場規模が拡大すると予測されている。

## 新たな展開
水溶性のプロドラッグであるフォスプロポフォールが開発され、良好な結果が得られている。フォスプロポフォールは、酵素アルカリホスファターゼによって速やかに分解され、プロポフォールとなる。「Lusedra」として販売されており、従来の製剤でよく見られる注射部位の痛みが少ない可能性がある。この製品は2008年に米国FDAによって承認された。フォスプロポフォールはプロポフォールよりも効果発現が遅い。
2012年には、アゾベンゼンユニットを取り入れた、光によってGABAA受容体を制御できる光スイッチ可能なプロポフォール（AP2）が開発された。また2013年には、哺乳類のGABAA受容体上のプロポフォールの結合部位が、ジアジリン誘導体を用いた光標識により特定された。さらに、プロポフォールは、滑液に存在するヒアルロン酸ポリマーをラジカルによる脱重合から保護できることも示された。
シプロフォールはプロポフォールの誘導体であり、プロポフォールの4～6倍の効力を持つ。2022年時点で、第III相臨床試験が進行中である。シプロフォールは、プロポフォールよりも注射部位の痛みや呼吸抑制の発生率が低いとされている。
プロポフォールは、治療抵抗性うつ病の治療にも研究されている。

## 医療用途外の使用

### 安楽死
カナダの医療者による自殺幇助では、深い昏睡と死を迅速に引き起こすためにプロポフォールの致死量が使用されるが、患者がプロポフォールの過剰投与によってすでに死亡している場合でも、ロクロニウムが筋弛緩薬として必ず投与される。

### 薬殺刑
プロポフォールを処刑プロトコルの一部として使用することが検討されたが、この薬剤で処刑された人物はいない。これは主に、ヨーロッパの製造業者や政府がこの目的でのプロポフォールの輸出を禁止しているためである。

## 不適切使用例
プロポフォールの自己投与による娯楽目的での使用が報告されているが、作用が強力で、安全な使用に必要なモニターは厳重さを要するため、娯楽目的での使用は比較的まれである。特に、急峻な用量反応曲線によりプロポフォールの娯楽使用は非常に危険であり、自己投与による死亡例が相次いで報告されている。短期的な使用によって得られる効果としては、軽い多幸感、幻覚、脱抑制が挙げられる。
プロポフォールの娯楽使用は、麻酔科医など、薬剤を入手しやすい医療従事者の間で報告されている。ローテーション研修中の麻酔科医の短い休憩期間の間に起こりやすいとされ、理由はプロポフォール使用後に十分に休息を取った感覚が得られるためとされる。長期的な使用は、依存症を引き起こすことが報告されている。
適応外使用に対するリスクへの関心は、2009年6月25日にミュージシャンのマイケル・ジャクソンがプロポフォールとベンゾジアゼピン系薬剤のロラゼパム、ミダゾラム、およびジアゼパムの混合投与による呼吸停止により死亡したとロサンゼルス郡検視官が結論付けたことにより、2009年8月に高まった。テキサス州ハリス郡地方裁判所によって開封された2009年7月22日の捜索令状宣誓書によると、ジャクソンの主治医であるコンラッド・マーレーは、ジャクソンの死亡直前にリドカインで希釈したプロポフォール25mgを投与したとされている。プロポフォールに睡眠薬としての適応は無い。しかし、サムスン電子副会長李在鎔（2021年）、アメリカの俳優マシュー・ペリー（2022年）、韓国の俳優ユ・アイン（2023年）、イ・ソンギュン（2023年）、ハ・ジョンウ（2023年）など、不適切使用の報道は後を絶たない。
2014年2月18日、東京女子医科大学病院で頸部リンパ管腫の手術を受けた2才男児が、集中治療室（ICU）でプロポフォールの投与を受けた後、3日後に死亡した。ICUでの使用は禁忌であった。プロポフォール注入症候群が死因と事故調査報告書に記載された。一方、代替薬に乏しく実臨床においては使わざるを得ない状況もあるため、日本集中治療医学会は使用の実態を全国調査した上で、使用指針を2015年に作成した。
2022年9月29日、プロポフォールが睡眠障害やダイエットに用いられているという報告を受け、日本麻酔科学会は安全性の面から推奨しないとの見解を示した。
2024年10月14日にAmazon Prime Videoで配信された『KILLAH KUTS』で、朦朧とした状態でメッセージを残す企画「麻酔ダイイングメッセージ」が行われたが、この際にプロポフォールが使用された。10月16日には日本麻酔科学会が番組での不適切な使用に深い憂慮を表明した。